# Goiânia
Goiânia városa, amelynek nevét gyakran csak Gynnek vagy Go-nak rövidítik, a brazíliai Goiás állam fővárosa Brazília közép-nyugati régiójában. Brasíliához, a fővároshoz, illetve Belo Horizontéhez hasonlóan Goiânia is tervezett város, amit 1933. október 24-én Pedro Ludovico, Goiás állam akkori kormányzója alapított. A város lakossága 1 201 006 fő a 2005-ös népszámlálás alapján. Termékeny, több folyó halad át rajta. A fővárostól 209, Rio de Janeirótól 1339, São Paulótól 926 kilométerre helyezkedik el.

## Története
Az állam fővárosát azzal a céllal helyezték át, hogy elhelyezkedése az állam gazdasági érdekeinek megfelelő legyen. Az első fővárost, Vila Bolát (ma Goiás Velho) abban az időben nevezték ki fővárosnak, amikor az állam gazdaságának a húzóágazata az aranybányászat volt. Később ez megváltozott, és a mezőgazdaságra tevődött át a hangsúly, így a régi főváros a főútvonalaktól távolra került.
A várost koncentrikus, sugaras utcaszerkezetűnek tervezték, ahol az utcák mint küllők egy pont felé, a főtér, a Praça Cívica tér felé futnak, mely egyben Goiás állam főbb igazgatási épületeinek is helyet ad.
1937-ben megszületett a határozat, amelynek értelmében Goiás állam székhelye Goiânia lett, viszont magára a beiktatásra csak 1942-ben került sor a köztársasági elnök, a kormányzó és más miniszterek jelenlétében.
Maga a Goiânia név mint az újonnan épülő város neve csak 1933-ban jelent meg, egy helyi újságban folytatott szavazás eredményeképpen, amelyre az állam minden részéről jöttek szavazatok. A legnépszerűbb, legtöbb szavazatot kapott nevek többek közt a Petrônia, Americana, Petrolândia, Goianópolis, Goiânia, Bartolomeu Bueno, Campanha, Eldorado, Anhanguera, Liberdade, Goianésia és a Pátria Nova voltak.
A város a goiâniai baleset miatt került a figyelem középpontjába. 1987. szeptember 13-án két guberáló hajléktalan behatolt egy volt kórház elhagyott épületébe, ahonnét eltulajdonítottak egy tömör fémkapszulát és kieresztették a benne található porszerű anyagot. A kapszulát egy helyi méhtelepen értékesítették és az anyagra figyelmesek lettek az ott élő emberek, mivel az erősen kék színű fénnyel világított a sötétben. Mintegy két héttel később derült ki, hogy a különös világító por cézium 137-es radioaktív izotópot tartalmazó sugárveszélyes anyag. Ennek következtében négy ember, köztük egy hétéves kislány napokon belül meghalt és mintegy 129 ember szenvedett súlyos egészségkárosodást, további 120 ember lett sugárbeteg.

## Art déco
A város első épületei Atílio Correia Lima tervei alapján, art déco stílusban készültek. Itt található Brazília egyik legfontosabb épületegyüttese, amit a Nemzeti Történeti és Művészeti Örökség Intézet is elismert.

## Időjárás
A klíma nedves trópusi, az évi középhőmérséklet 21,9 °C. Októbertől áprilisig tart a nedves, esős évszak, a száraz pedig májustól szeptemberig. A valaha mért legalacsonyabb hőmérséklet 1,2 °C, júliusban, a leghidegebb hónapban.